# Elezioni parlamentari in Grecia del maggio 2012
Le elezioni parlamentari in Grecia del 2012 si tennero il 6 maggio per il rinnovo del Parlamento ellenico; poiché non si riuscì a formare alcuna maggioranza, furono indette nuove elezioni per il mese successivo.

## Contesto

### Sondaggi
I sondaggi svolti dal 2009 fino al giorno delle elezioni (6 maggio) mostrano il netto declino dei due partiti maggiori, Nuova Democrazia e PASOK. Da segnalare la grande crescita di SYRIZA e, in generale, dei partiti anti-austerity, che osteggiano le riforme dell'Unione europea.
Tutti i sondaggi, comunque, danno per vincitore il partito di centrodestra Nuova Democrazia, nonostante, sempre secondo le previsioni, sarebbe difficile ottenere una maggioranza assoluta in Parlamento (anche con un'alleanza con il PASOK).
Gli stessi sondaggi danno in forte crescita, in particolare, di quei partiti contrari alle riforme dell'Unione europea, tra gli altri SYRIZA e il KKE, nonché Sinistra Democratica e i Greci Indipendenti
In accordo con la legge elettorale greca, i sondaggi non dovranno essere pubblicati nelle due settimane precedenti le elezioni.

### Svolgimento delle elezioni
Le elezioni si sono svolte regolarmente. Da segnalare sono, però, episodi di tensione in alcuni seggi di Atene dove, secondo resoconti della polizia e testimonianze, un gruppo di militanti di Alba Dorata, partito di estrema destra e accusato dai media di essere neonazista, ha fatto irruzione in sei seggi della città di Atene minacciando gli elettori e i rappresentanti di lista delle formazioni di sinistra. Un testimone racconta: "Sono arrivati in macchina, hanno bloccato la strada, sono entrati nel seggio dove hanno insultato e minacciato i rappresentanti di sinistra e gli elettori, quindi sono ripartiti".

## Risultati
| Liste                                       | Voti      | %     | Seggi |
| ------------------------------------------- | --------- | ----- | ----- |
| Nuova Democrazia (ND)                       | 1 192 103 | 18,85 | 108   |
| Coalizione della Sinistra Radicale (SYRIZA) | 1 061 928 | 16,79 | 52    |
| Movimento Socialista Panellenico (PASOK)    | 833 452   | 13,18 | 41    |
| Greci Indipendenti (ANEL)                   | 671 324   | 10,62 | 33    |
| Partito Comunista di Grecia (KKE)           | 536 105   | 8,48  | 26    |
| Alba Dorata (XA)                            | 440 966   | 6,97  | 21    |
| Sinistra Democratica (DIMAR)                | 386 394   | 6,11  | 19    |
| Verdi Ecologisti (OP)                       | 185 485   | 2,93  | –     |
| Raggruppamento Popolare Ortodosso (LAOS)    | 182 925   | 2,89  | –     |
| Alleanza Democratica (DISY)                 | 161 550   | 2,55  | –     |
| Dimiourgia, xana! (DI.XAN.)                 | 135 960   | 2,15  | –     |
| Azione - Alleanza Liberale (DRASI - FiSY)   | 114 066   | 1,80  | –     |
| Antarsya                                    | 75 416    | 1,19  | –     |
| Accordo Sociale (KOISY)                     | 60 552    | 0,96  | –     |
| No                                          | 58 170    | 0,92  | –     |
| Movimento Non Pago                          | 55 590    | 0,88  | –     |
| Unione dei Centristi                        | 38 313    | 0,61  | –     |
| Associazione di Unità Nazionale             | 38 286    | 0,61  | –     |
| Partito Pirata di Grecia                    | 32 519    | 0,51  | –     |
| Società                                     | 28 514    | 0,45  | –     |
| KKE(m-l) - M-L KKE                          | 16 010    | 0,25  | –     |
| Partito Rivoluzionario dei Lavoratori       | 6 074     | 0,10  | –     |
| Altri <0,10%                                | 9 426     | 0,15  | –     |
| Indipendenti                                | 3 008     | 0,05  | –     |
| Totale                                      | 6 324 136 | 100   | 300   |

| Riepilogo dei voti (+/- elezioni 2009)  | Riepilogo dei voti (+/- elezioni 2009) | Riepilogo dei voti (+/- elezioni 2009) | Riepilogo dei voti (+/- elezioni 2009) | Riepilogo dei voti (+/- elezioni 2009) | Riepilogo dei voti (+/- elezioni 2009) | Riepilogo dei voti (+/- elezioni 2009) |
| --------------------------------------- | -------------------------------------- | -------------------------------------- | -------------------------------------- | -------------------------------------- | -------------------------------------- | -------------------------------------- |
| Nuova Democrazia                        | Nuova Democrazia                       | Nuova Democrazia                       |                                        |                                        | 18,85%                                 | ▼ 14,62                                |
| Coalizione della Sinistra Radicale      | Coalizione della Sinistra Radicale     | Coalizione della Sinistra Radicale     |                                        |                                        | 16,79%                                 | ▲ 12,19                                |
| Movimento Socialista Panellenico        | Movimento Socialista Panellenico       | Movimento Socialista Panellenico       |                                        |                                        | 13,18%                                 | ▼ 30,74                                |
| Greci Indipendenti                      | Greci Indipendenti                     | Greci Indipendenti                     |                                        |                                        | 10,62%                                 | ▲ 10,62                                |
| Partito Comunista di Grecia             | Partito Comunista di Grecia            | Partito Comunista di Grecia            |                                        |                                        | 8,48%                                  | ▲ 0,94                                 |
| Alba Dorata                             | Alba Dorata                            | Alba Dorata                            |                                        |                                        | 6,97%                                  | ▲ 6,68                                 |
| Sinistra Democratica                    | Sinistra Democratica                   | Sinistra Democratica                   |                                        |                                        | 6,11%                                  | ▲ 6,11                                 |
| Verdi Ecologisti                        | Verdi Ecologisti                       | Verdi Ecologisti                       |                                        |                                        | 2,93%                                  | ▲ 0,40                                 |
| Raggruppamento Popolare Ortodosso       | Raggruppamento Popolare Ortodosso      | Raggruppamento Popolare Ortodosso      |                                        |                                        | 2,89%                                  | ▼ 2,74                                 |
| Alleanza Democratica (Grecia)           | Alleanza Democratica (Grecia)          | Alleanza Democratica (Grecia)          |                                        |                                        | 2,55%                                  | ▲ 2,55                                 |
| Dimiourgia, xana!                       | Dimiourgia, xana!                      | Dimiourgia, xana!                      |                                        |                                        | 2,15%                                  | ▲ 2,15                                 |
| Azione - Alleanza Liberale              | Azione - Alleanza Liberale             | Azione - Alleanza Liberale             |                                        |                                        | 1,80%                                  | ▲ 1,80                                 |
| Antarsya                                | Antarsya                               | Antarsya                               |                                        |                                        | 1,19%                                  | ▲ 0,83                                 |
| Altri <1,00%                            | Altri <1,00%                           | Altri <1,00%                           |                                        |                                        | 5,49%                                  | ▲ 3,19                                 |
| Riepilogo dei seggi (+/- elezioni 2009) |                                        |                                        |                                        |                                        |                                        |                                        |
|                                         |                                        |                                        |                                        |                                        |                                        |                                        |
| KKE                                     | 26                                     | ▲ 5                                    |                                        | Syriza                                 | 52                                     | ▲ 39                                   |
| PASOK                                   | 41                                     | ▼ 119                                  |                                        | DIMAR                                  | 19                                     | ▲ 19                                   |
| ANEL                                    | 33                                     | ▲ 33                                   |                                        | ND                                     | 108                                    | ▲ 17                                   |
| XA                                      | 21                                     | ▲ 21                                   |                                        | LAOS                                   | 0                                      | ▼ 15                                   |

## Conseguenze del voto
I due principali partiti pro-Euro, ossia ND e PASOK, possiedono 149 seggi su un totale di 300, quindi di fatto non hanno la maggioranza assoluta richiesta per governare (151). Per questo motivo i leader Samaras e Venizelos (insieme a Tsipras del partito SYRIZA), dopo aver ricevuto secondo la legge l'incarico di formare il governo, vi hanno quasi subito rinunciato.
Il 15 maggio 2012, a causa di questa situazione di "stallo" e dopo un ultimo estremo tentativo, il presidente della Repubblica Karolos Papoulias dichiara che nessun accordo è stato raggiunto dai partiti per formare una maggioranza di Governo e che quindi la Grecia tornerà alle urne probabilmente la seconda settimana di Giugno.
Il 16 maggio si apprende la notizia che il Presidente del Consiglio di Stato greco Panagiōtīs Pikrammenos dirigerà il Governo greco per portarlo alle elezioni di Giugno. Papoulias aveva proposto di estendere il mandato del già capo del governo Lucas Papademos, ma la proposta viene scartata a causa dell'opposizione della sinistra radicale (SYRIZA e KKE).